# Nasze Radio Lokalne
Nasze Radio Lokalne „NRL 94,9 FM” – stacja radiowa dla  mieszkańców gminy Odolanów w Wielkopolsce, działająca od 1 stycznia 2010 roku do 15 października 2019.
Radio nadawało swój program w godzinach od 16:00 do 22:00. Właścicielem koncesyjnym był lokalny biznesmen Jan Grzona, który w konkursie o częstotliwość wygrał ze spółką Multimedia tj. właścicielem sieci RMF Maxxx. Stacji można było słuchać kilka kilometrów od nadajnika o mocy 0,2 kW zlokalizowanego w centrum miasta.